# Skarsvåg
Skarsvåg és un llogaret al municipi de Nordkapp al comtat de Finnmark, Noruega. El poble es troba al llarg de la costa nord de l'illa de Magerøya, i té la distinció de ser el poble pesquer més septentrional del món. La flota pesquera local pesca principalment bacallà a les aigües al nord de Magerøya. Hi ha uns 60 residents a Skarsvåg i es troba a 14 km del famós Cap Nord.

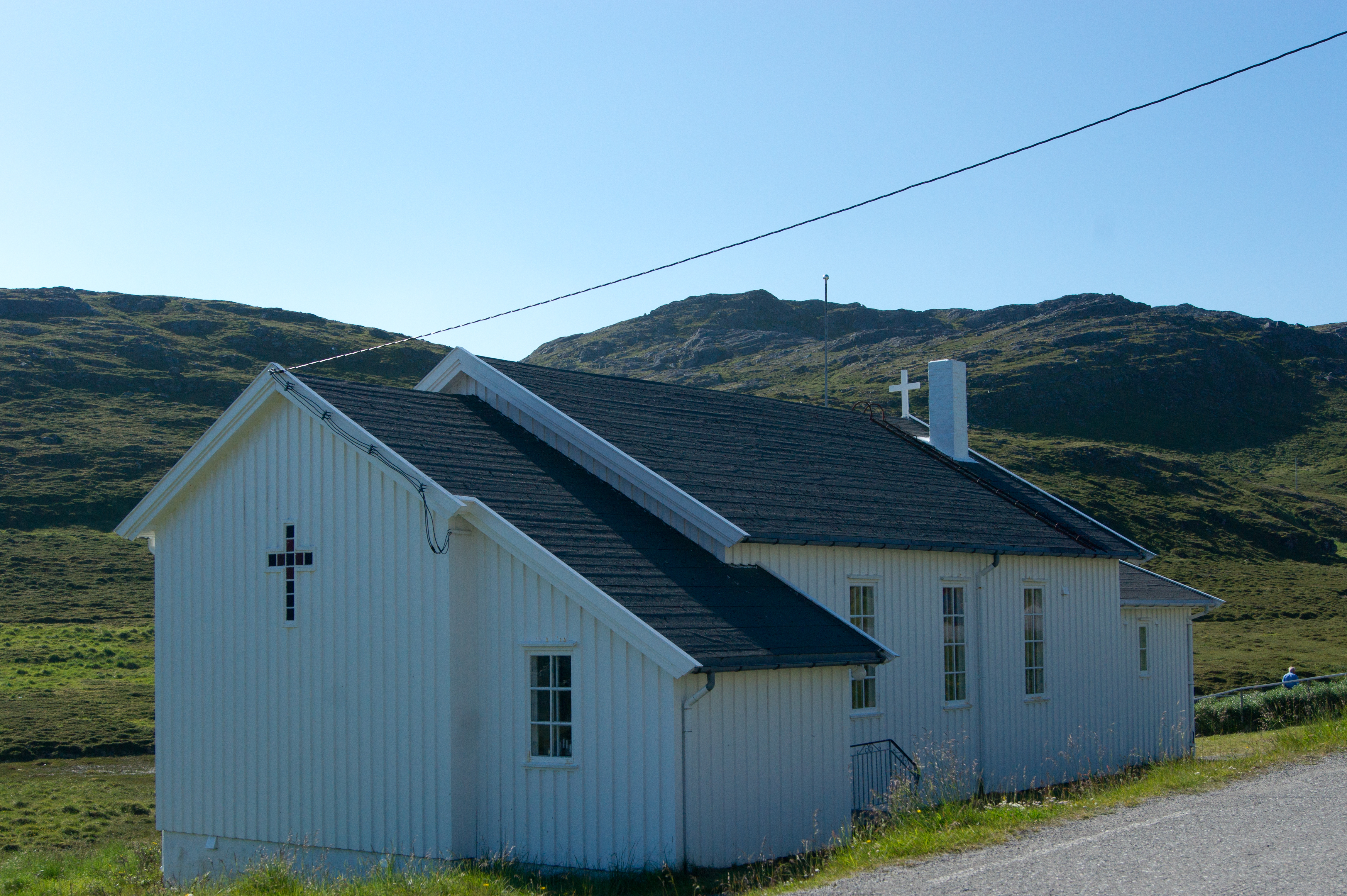
Església d'Skarsvåg

El poble és aparentment l'assentament més septentrional del món accessible a través d'una important xarxa de carreteres, la ruta europea E69.